# Referendum greco del 1920
Domenica 5 dicembre 1920 [22 novembre del calendario giuliano] si tenne in Grecia un referendum sul ritorno del re Costantino I) che seguì la morte di suo figlio, il re Alessandro. La proposta fu approvata dal 99,0% dei votanti. I partiti antivenizelisti avevano da poco vinto le elezioni del 1920. Il referendum è tuttavia considerato truccato dagli storici greci moderni.
Il risultato assicurò e affermò il dominio del campo antivenizelista nel paese. Costantino tornò, seppur interrogato dai sostenitori del Partito dei Liberali, mentre il leader liberale Eleftherios Venizelos mantenne il suo silenzio, essendo in esilio volontario all'estero. Costantino tornò da Venezia con l'incrociatore greco Georgios Averof. 
Il ritorno di Costantino I fu contrastato dalle potenze dell'Intesa (Regno Unito e Francia) a causa della sua posizione filo-tedesca durante la prima guerra mondiale (vedi Scisma nazionale) e applicarono un blocco economico alla Grecia. 
La Francia iniziò a sostenere i kemalisti nella guerra contro la Grecia, mentre la Gran Bretagna mantenne una posizione passiva con il solo sostegno diplomatico al regno greco. Di conseguenza il suo ritorno entusiasta fu di breve durata a causa dei disastrosi eventi militari che seguirono nella campagna anatolica del 1922.

## Risultati
| Scelta                  | Voti      | %    |
| ----------------------- | --------- | ---- |
| A favore                | 999.954   | 99,0 |
| Contro                  | 10.383    | 1.0  |
| Voti non validi/bianchi | 2.000     | –    |
| Totale                  | 1.012.337 | 100  |
| Fonte: Nohlen & Stöver  |           |      |